# Ben Russell

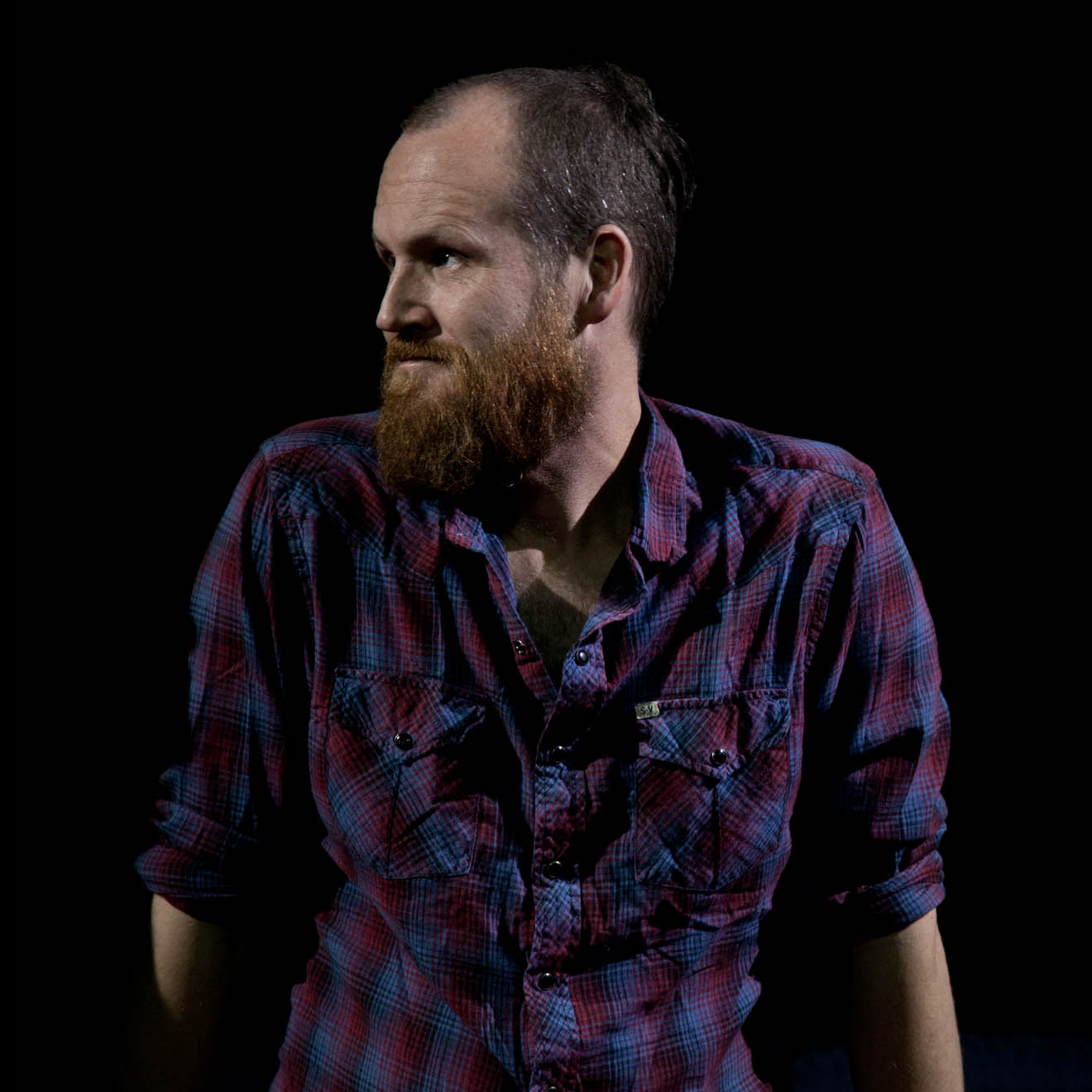
Ben Russell nel 2014.

Ben Russell (Springfield (Massachusetts), 1976) è un regista statunitense che si occupa principalmente di cinema sperimentale.

## Biografia
Russell ha frequentato la Brown University dal 1994 al 1998, dove ha conseguito una laurea in arte e semiotica. Fu durante il suo ultimo anno alla Brown che Russell si interessò al cinema, e girò il suo primo film su 16mm. Successivamente, Russell si recò in Suriname con il Peace Corps. L'esperienza ha ispirato molti dei suoi film e proprio questo paese fu usato come scenario per il suo primo lungometraggio intitolato Let Each Go Go Where He May.
All'inizio della sua carriera, Russell fece amicizia con il regista sperimentale inglese Ben Rivers e i due avrebbero successivamente programmato una serie itinerante del loro lavoro, inaugurando una serie di collaborazioni che portarono a film come A Spell to Ward Off the Darkness (2013) e The Rare Event (2018). Ha ricevuto un Master in film e video dalla School of the Art Institute di Chicago nel 2003. Fino al 2011 assistente professore all'Università dell'Illinois a Chicago, Russell vive attualmente a Parigi.
Ben Russell è conosciuto per i numerosi cortometraggi realizzati negli anni 2000, ed in particolare quelli della serie Trypps, oltre che come curatore del Magic Lantern Cinema a Providence, nelle Rhode Island. Nel 2009, ha realizzato il suo primo lungometraggio intitolato Let Each One Go Where He May. Il film era girato in Suriname ed era composto da una serie di 13 riprese realizzate con Steadicam. Del suo cinema si è spesso detto che attinge da elementi dell'etnografia con una attitudine legata al primo cinema surrealista.

## Filmografia
- 1998–2000: The Death of Abraham Lincoln (in Three Parts)
- 2000: Daumë
- 2002: The Breathers-In
- 2002: the quarry
- 2002: Terra Incognita
- 2003: The Tawny
- 2004: Extra Terrestrial (co-directed w/Robert Rhyne)
- 2004: The Ataraxians (co-directed w/Sabine Gruffat)
- 2004: Last Days
- 2005: The Twenty-One Lives of Billy the Kid
- 2005: The Red and the Blue Gods
- 2005: Black and White Trypps Number One
- 2006: Black and White Trypps Number Two
- 2007: Black and White Trypps Number Three
- 2008: Black and White Trypps Number Four
- 2008: Trypps #5 (Dubai)
- 2008: Workers Leaving the Factory (Dubai)
- 2009: Let Each One Go Where He May
- 2009: Rock Me Amadeus by Falco via Kardinal by Otto Muehl